# Luigi Canina

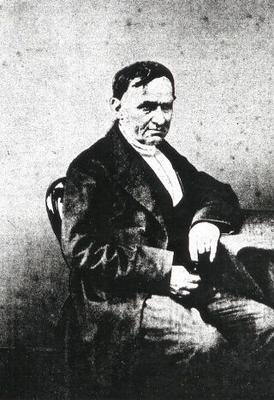
Luigi Canina

Luigi Canina (geboren am 23. Oktober 1795 in Casale Monferrato; gestorben am 17. Oktober 1856 in Florenz) war ein italienischer Klassischer Archäologe und Architekt.

## Leben
Luigi Canina war der Sohn von Giacomo Camillo Canina und dessen Ehefrau Maddalena Robusti. Seine erste schulische Bildung erhielt er im Augustinerkolleg des nahegelegenen Valenza, wo er sein erstes Interesse an Architektur gezeigt haben soll. Im Jahr 1810 zog er nach Turin und nahm ein Studium der Architektur beim seit 1805 an der Universität Turin lehrenden Ferdinando Bonsignore (1760–1843) und dessen Assistenten Giuseppe Talucchi (1782–1863) auf. Unterbrochen von seinem Militärdienst in der Armee Napoleon Bonapartes in den Jahren 1812–1814, beendete er sein Studium 1814. Ein auf Empfehlung Talucchis vermitteltes Stipendium ermöglichte es Luigi Canina im Jahr 1818, nach Rom zu wechseln.
In Rom war er zunächst damit beschäftigt, für eine Neuausgabe des 1807 von Mariano Vasi (1744–1820/22), Sohn Giuseppe Vasis, herausgegebenen Itinerario istruttivo di Roma antica e moderna die Illustrationen zu erarbeiten. Für diese Neuausgabe zeichnete der italienische Archäologe, Topograph und Universitätslehrer Antonio Nibby verantwortlich, mit dem Luigi Canina direkt in Kontakt trat.
Im Jahr 1822 legte er der Accademia di San Luca eine wohlwollend aufgenommene Arbeit über das Kolosseum vor, der er 15 Zeichnungen mit Ergebnissen von Vermessungen und Rekonstruktionen beifügte: Anfiteatro Flavio, descritto, misurato e restaurato. Auf diese Zeit müssen die ersten Kontakte zwischen Canina und Giuseppe Valadier zurückgehen, da Valadier in den Jahren 1819–1822 mit Ausgrabungen und Restaurierungsarbeiten im Kolosseum beschäftigt war. Zugleich zeigt sich in dieser Arbeit eine erste Hinwendung zu archäologischen Fragestellungen und antiker Architekturgeschichte.

### Architekt der Borghesi

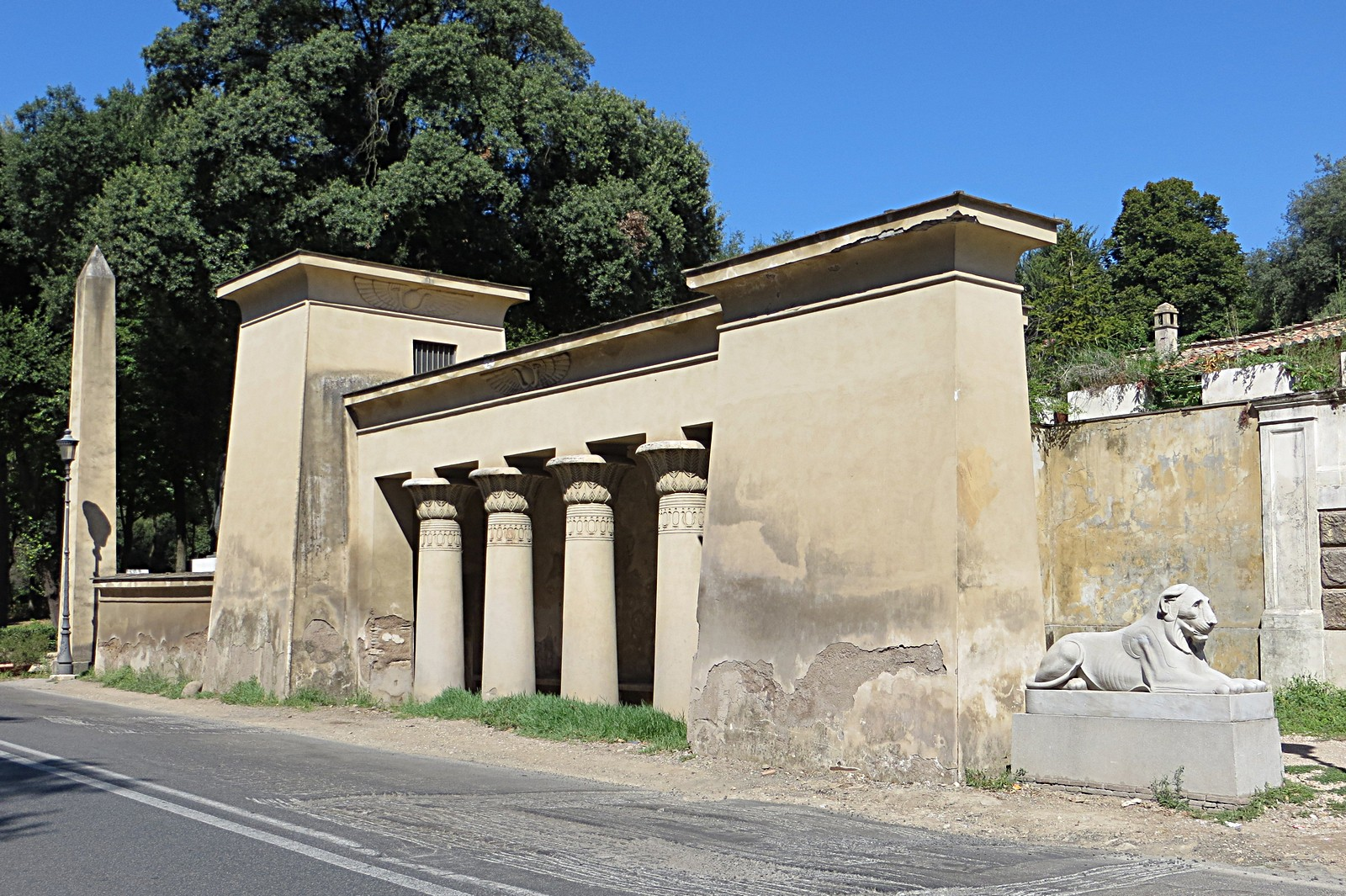
Ägyptisierender Viadukt zur Villa Borghese

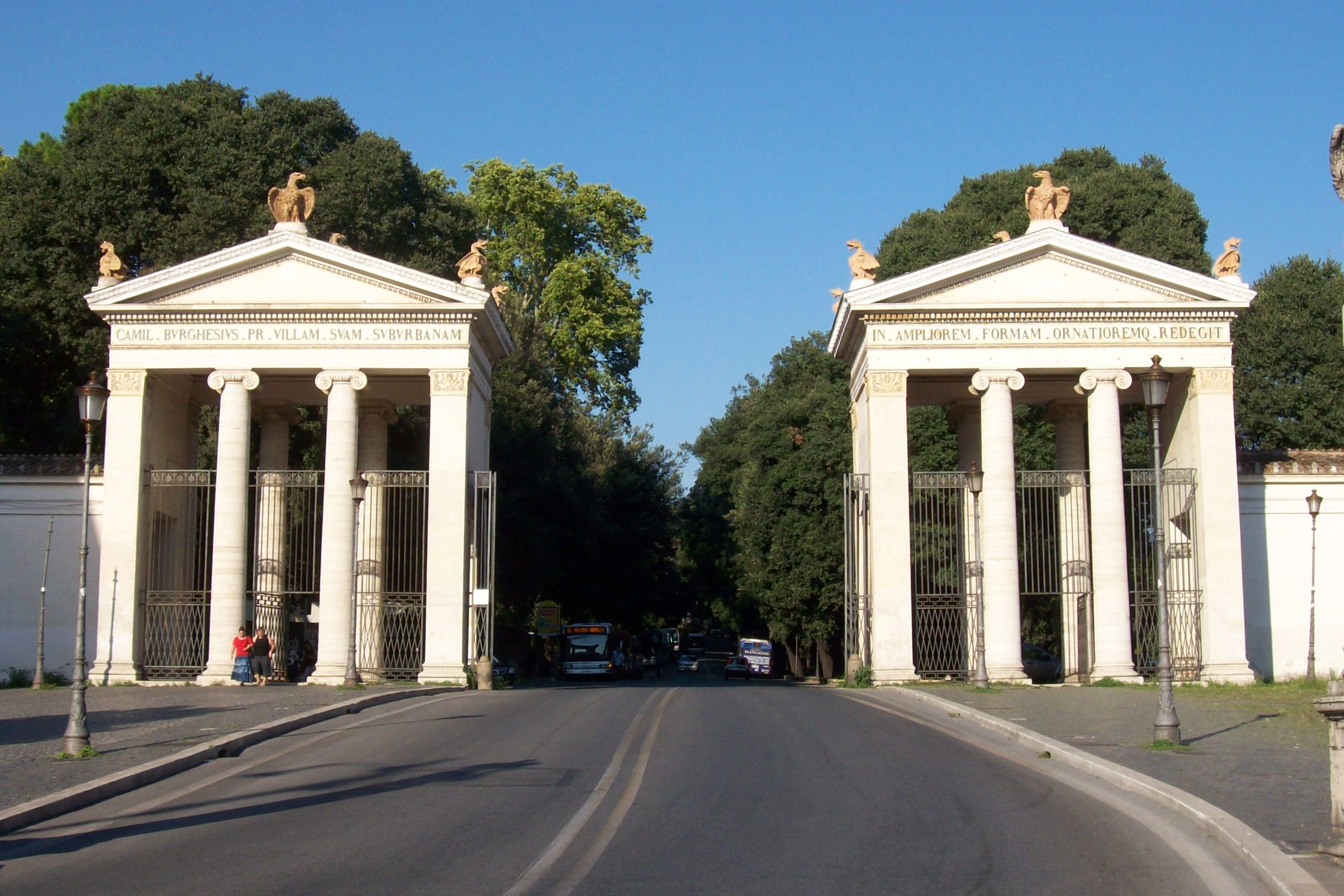
Propyläen der Villa Borghese

Im Jahr 1822 legte Luigi Canina erste Pläne für die Ausgestaltung der neu erworbenen Erweiterungen der zur Villa Borghese gehörenden Parkanlage in Rom vor. Mit Unterstützung des Marchese Evasio Gozzani folgte er bereits 1825 den Architekten Antonio und Marco Asprucci als Hausarchitekt der Familie Borghese. Im Auftrag Camillo Borgheses entwarf er 1825 zwei Viadukte über die Straße Tre Madonne. Ganz der Zeit verpflichtet, gestaltete er den einen im klassizistisch-ägyptisierenden Stil mit Pylonen und flankierenden Portiken sowie Obelisken. Für die Gestaltung des anderen Baues lehnte er sich an die Vorbilder römischer Triumphbögen an. Beide Bauten wurden 1826/27 fertiggestellt.
Es folgte der 1827 in Angriff genommene Haupteingang zur Villa Borghese von der Via Flaminia. Mit diesen 1828 fertiggestellten und 1829 eingeweihten klassizistischen Propyläen ionischer Ordnung stieg Luigi Canina zu den wichtigsten Exponenten der neueren römischen Architektur auf. Das Bauwerk stand auf einer Ebene mit den vergleichbaren Bauten im Hyde Park und den Münchner Propyläen Leo von Klenzes.
In den 1830er Jahren folgten bei knapperer Auftragslage – 1832 war Camillo Borghese gestorben – kleinere Arbeiten für die Borghesi, was zu einer verstärkten Hinwendung Luigi Caninas zu archäologischen und akademischen Themenfeldern führte. Gleichwohl errichtete Canina in diesem Jahrzehnt einen Äskulaptempel im Borghesepark, monumentalisierte den Hauptweg des Parks und entwarf einen Gartenprospekt mit einem korinthischen Tempelchen. Restaurierungsarbeiten beschäftigten ihn an der Villa Borghese und der Villa Turini auf dem Gianicolo. Unterschiedlichste Bauten Caninas wurden in den 1830er und 1840er Jahren auf dem Gelände des Palazzo Borghese ausgeführt.
Im Jahr 1842 begleitete Canina Maria Christina, Königin von Sardinien-Piemont, nach Turin und es begann eine Periode ausgedehnter internationaler Kontakte, die ihn in den Jahren 1845, 1851 und 1856 nach England führten. Im Jahr 1849 erhielt er die Royal Gold Medal des Royal Institute of British Architects. Die Reise des Jahres 1851 galt dem Besuch der Great Exhibition, der ersten Weltausstellung. Insbesondere der Chrystal Palace des Architekten Joseph Paxton hinterließ einen bleibenden Eindruck bei Canina und er versuchte, den Bau in seine architekturtheoretische Konzeption zu integrieren. In der Leichtigkeit der Stahlkonstruktion sah er Übereinstimmungen mit den Gestaltungsweisen der pompejanischen Wandmalerei. Vermittelt durch den Ägyptologen John Gardner Wilkinson kam er 1853 in Kontakt mit Algernon Percy, 4. Duke of Northumberland (1792–1865), der sich auf einer Italienreise befand. Beeindruckt von den Neugestaltungen mittelalterlicher Bauten mit Stilelementen der Renaissance wollte er gleiches für Alnwick Castle in Northumberland umgesetzt wissen. Umgehend beauftragte der Duke Canina mit der Neugestaltung der Innenräume des Castles, der sie nach Abstimmung der Entwürfe 1856 in Begleitung seines Schülers Giovanni Montiroli (1817–1888) und assistiert vom Maler Alessandro Mantovani (1814–1892) umsetzte.
Caninas Arbeiten und Überlegungen als Architekt galten auch immer wieder der religiösen Architektur, auch der zeitgenössischen. Akzeptieren konnte er sie, wenn sie klassizistischen Gestaltungsweisen unterworfen waren wie Notre-Dame-de-Lorette und St-Vincent-de-Paul in Paris oder St Pancras in London. Neogotische Tendenzen und die damit verbundene Hinwendung zum Mittelalter lehnte er hingegen ab. Er selbst war an Renovierung und Erneuerung zahlreicher Kirchen Roms beteiligt, zeichnete zudem für die Innenausstattung der von seinem Lehrer Ferdinando Bonsignore entworfenen Kirche Gran Madre di Dio in Turin verantwortlich und war mit seinen Entwürfen und Modellen für den Neubau der Wallfahrtskirche von Oropa weit fortgeschritten, als er nach seiner letzten Rückkehr aus London auf dem Weg nach Rom am 17. Oktober 1856 in Florenz verstarb, möglicherweise an einer bewusst eingenommenen Überdosis strychninhaltiger Tabletten. Er wurde in der dortigen Basilika Santa Croce bestattet.

### Akademiker und Archäologe

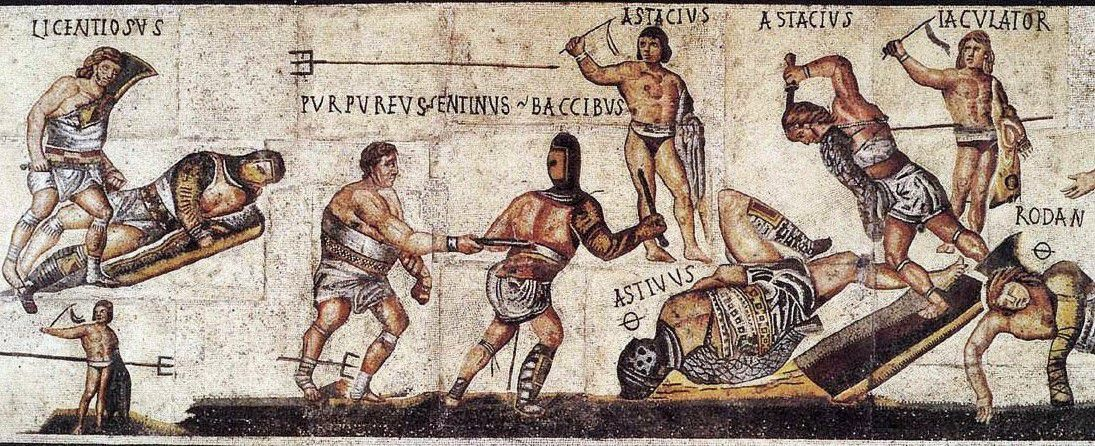
Gladiatorenmosaik in der Galleria Borghese, Rom

Bedingt durch seine Tätigkeit als Hausarchitekt der Familie Borghese trat der Kontakt zu Giuseppe Valadier in den Hintergrund. Doch hatte er etwa mit Antonio Nibby und dem Marchese Luigi Marini (1778–1838), der Canina seine Bibliothek zur Verfügung stellte, weiterhin Förderer in akademischen Kreisen. Darüber hinaus gründete Canina eine eigene Druckerei. Diese erwies sich nicht nur wirtschaftlich als Erfolg, sondern ermöglichte es ihm auch, seine eigenen Werke zum Druck zu bringen. Die Druckerei war eine der ersten, die die italienische Variante der klassizistischen Antiqua von Giambattista Bodoni zur Hausschrift machte. Im Jahr 1829 wurde Canina Mitglied des soeben gegründeten Instituto di corrispondenza archeologica, aus dem später das Deutsche Archäologische Institut Rom hervorging. Zum ordentlichen Mitglied wählte ihn 1833 die Accademia di San Luca, deren ständiger Sekretär er wenig später wurde. Es folgten 1834 die Mitgliedschaften in der Pontificia Accademia Romana di Archeologia und der Accademia dei Virtuosi al Pantheon sowie 1836 die Mitgliedschaft in der Akademie der bildenden Künste Wien.
Nun begann Luigi Canina, auf den Besitzungen der Borghesi Ausgrabungen durchzuführen. 1834 entdeckte er in der Villa von Torrenova das große Gladiatorenmosaik, das sich heute in der Galleria Borghese in Rom befindet. Ausführliche archäologische Untersuchungen widmete er in den 1830er und den 1840er Jahren der römischen Campagna. Mit einer ganzen Reihe von Publikationen erschloss er dem interessierten Publikum dieses Themengebiet, insbesondere zu den etruskischen Fundorten, etwa zu Caere, zu Veji und zu den mitteletruskischen Städten wie Tarquinia.

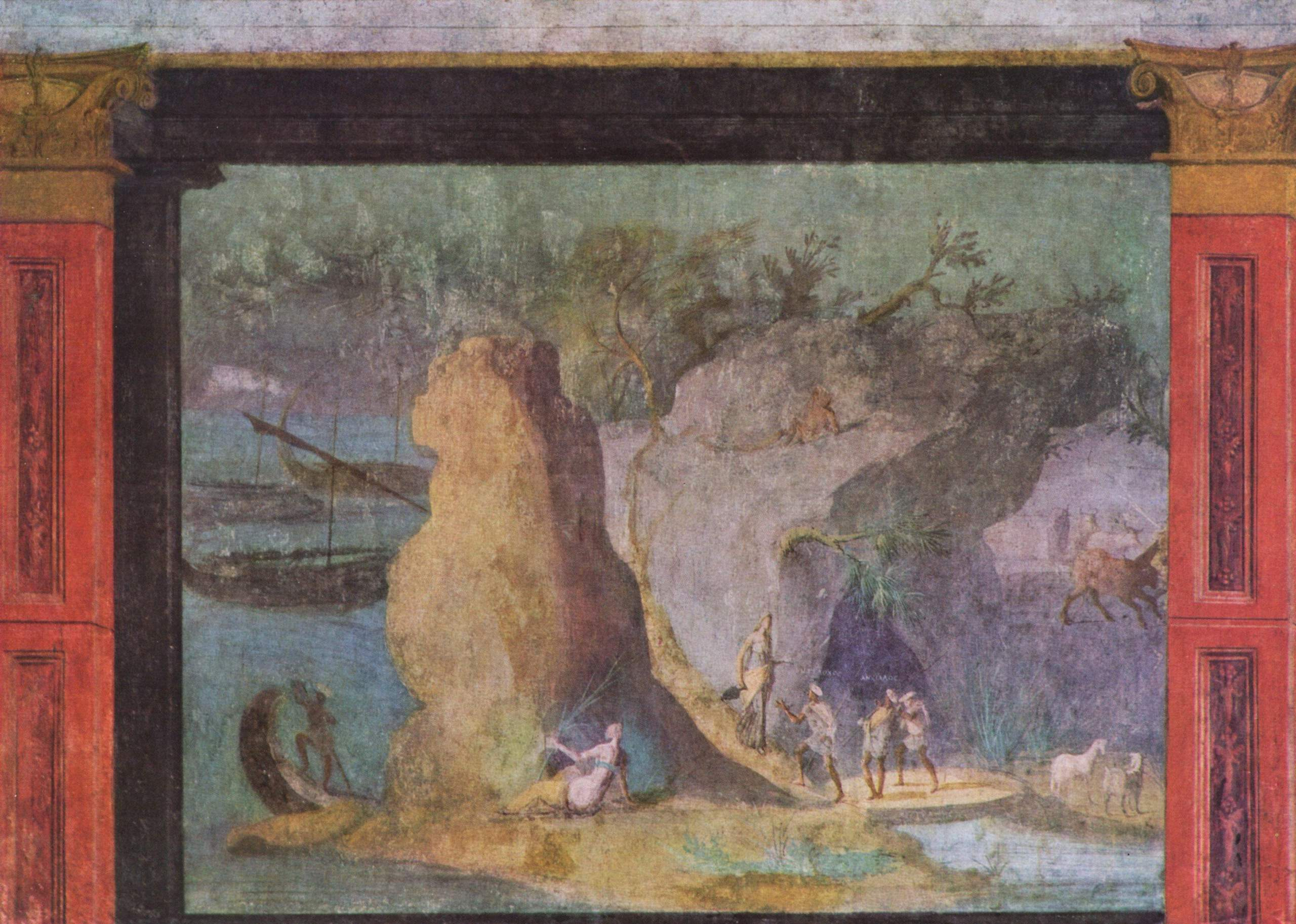
Odysseelandschaft vom Esquilin, Vatikanische Apostolische Bibliothek

In diesen Rahmen gehören auch Caninas Untersuchungen zu Tusculum. Nach dem Tod von Luigi Biondi (1776–1839) übernahm Canina 1839 die Ausgrabungen, die zu seinen bedeutendsten zählen. Die 1841 publizierten Ergebnisse seiner diesbezüglichen Forschungen – Descrizione dell’antico Tuscolo – widmete er seiner Förderin Maria Christina, Königin von Sardinien-Piemont. Die philosophische Fakultät der Universität Tübingen verlieh ihm für dieses Werk noch im selben Jahr die Ehrendoktorwürde. Von 1848 bis 1850 unternahm er Ausgrabungen auf dem Esquilin und legte die Fresken mit den Odysseelandschaften frei. 1849 fand er in Trastevere die berühmte römische Replik des Apoxyomenos des Lysipp und nahm zugleich Ausgrabungen auf dem Forum Romanum im Bereich der Basilica Iulia auf. Außerdem begann er ausgedehnte Ausgrabungen an der Via Appia zwischen dem Grabmal der Caecilia Metella und Bovillae, die er bis 1853 durchführte. Im Jahr 1855 wurde er Direktor der Kapitolinische Museen in Nachfolge des Marchese Giuseppe Melchiorri (1796–1855). Unter Papst Pius IX. und während der kurzen Zeit der Römischen Republik von 1849 war Luigi Canina gewähltes Mitglied des Stadtrats in den Jahren 1847, 1849 und 1854. Im Jahr 1855 wurde er in die Nobilität der Stadt Rom erhoben.

## Veröffentlichungen (Auswahl)
- Architettura dei principali popoli antichi considerata nei monumenti. 9 Bände. Rom 1827–1844.
- Le nuove fabbriche della Villa Borghese denominata Pinciana. Società Tipografica, Rom 1828.
- Pianta topografica di Roma antica con i principali monumenti ideati nel loro primitivo stato secondo le ultime scoperte, e con i frammenti della marmorea pianta capitolina disposti nel suo dintorno. Canina, Rom 1830 (2. Auflage 1850; Digitalisat).
- Indicazione topografica di Roma antica. Canina, Rom 1831 (Digitalisat).
- Descrizione storica del Foro Romano e sue adiacenze. Canina, Rom 1834 (Digitalisat).
- Descrizione di Cere antica. Canina, Rom 1838 (Digitalisat).
- Esposizione storica della Campagna romana antica. Canina, Rom 1839.
- Descrizione dell’antico Tuscolo. Canina, Rom 1841 (Digitalisat).
- Pianta della Campagna romana. Canina, Rom 1843.
- Ricerche sull'architettura più propria dei tempi cristiani, ed applicazione della medesima ad una idea di sostituzione della Chiesa cattedrale di S. Giovanni in Torino. Canina, Rom 1843 (erheblich erweiterte Neuauflage 1846).
- L’antica Etruria marittima compressa nella dizione pontificia descritta ed illustrata con i monumenti. 2 Text- und 2 Tafelbände. Canina, Rom 1846–1851 (Digitalisat).
- Gli edifizj antichi dei contorni di Roma cogniti per alcune reliquie. 6 Bände. Bertinelli, Rom 1846–1856.
- L’antica città di Veij descritta e dimostrata con i monumenti. Canina, Rom 1847 (Digitalisat).
- La prima parte della Via Appia dalla Porta Capena a Boville. Zwei Bände. Bertinelli, Rom 1853 (Band 1, Band 2).